# Tin & Tina
Pour plus de détails, voir Fiche technique et Distribution.
Tin & Tina est un film d'horreur espagnol écrit et réalisé par Rubin Stein qui est sorti en 2023 sur Netflix.

## Synopsis
Lola et Adolfo, un jeune couple en mal d'enfant, décide d'adopter deux frères et sœurs de 7 ans, Tin et Tina. Ces derniers élevés dans un couvent sont obsédés par la Bible et l'interprètent d'une façon plus qu'étrange...

## Fiche technique
- Titre original : Tin y Tina
- Titre international : Tin and Tina
- Titre français : Tin & Tina
- Réalisation : Rubin Stein
- Scénario : Rubin Stein
- Décors : Vanesa de la Haza
- Costumes : Lourdes Fuentes
- Photographie : Alejandro Espadero
- Montage : Nacho Ruiz Capillas
- Son :
- Musique : Jocelyn Pook
- Production : Olmo Figueredo González-Quevedo
- Sociétés de production :
- Sociétés de distribution :
- Budget :
- Pays d’origine :  Espagne,  États-Unis et  Roumanie
- Langue originale : espagnol
- Genre : film d'horreur
- Durée : 119 minutes
- Dates de sortie :
  -  Espagne : 31 mars 2023
  -  France : 26 mai 2023

## Distribution
- Milena Smit (VF : Marie Tirmont) : Lola
- Jaime Lorente (VF : Donald Reignoux) : Adolfo
- Carlos González Morollón (VF : Keanu Peyran) : Tin
- Anastasia Russo (VF : Nausica Palermo) : Tina
- Teresa Rabal (VF : Frédérique Cantrel) : Sœur Asuncion
- Sergio Ramos : Pedrito
- Luis Perezagua : Don Julian
- Joserra Leza : Cura Boda / Entierro
- Ruth Gabriel (VF : Muriel Chiara) : Mère de Pedro
- Chelo Vivares : Gynécologue

Version française
- Gestion de projet : Prescilla El Kawas

Source : carton de doublage en fin de film et site RS Doublage

## Production

### Développement
À la suite du succès de son court-métrage réalisé en 2013 intitulé également "Tin & Tina", le réalisateur Rubin Stein, adapte cette même histoire dans son premier long-métrage, dix ans plus tard .